# Шлезингер, Алис
Алис Шлезингер (род. 26 мая 1988, Герцлия, Израиль) — израильская и британская самбистка и дзюдоистка, бронзовый призёр Чемпионата мира по дзюдо (Роттердам, 2009), обладательница бронзовых медалей четырёх чемпионатов Европы по дзюдо (2008, 2009, 2012, 2017), пятикратная чемпионка Израиля по дзюдо (2004, 2005, 2006, 2007, 2009). Представитель Израиля на двух Олимпиадах (Пекин 2008, Лондон 2012). Чемпионка мира по борьбе куреш. Самбистка, дважды чемпионка мира по самбо (Санкт-Петербург, 2013 год, Нарита 2014 год), чемпионка Европы по самбо (Бухарест, 2014 год).

## Биография
Родилась и выросла в Герцлии, у неё четыре сестры и один брат. Мать, родившаяся в Англии, в прошлом была футболисткой.
Шлезингер начала заниматься дзюдо в 8 лет, с 14 лет обучалась в школе-интернате для одарённых детей Института физкультуры и спорта им. Вингейта.
Позднее Алис начала тренироваться в клубе Samurai-do (город Ришон-ле-Цион), руководителем клуба является бывший тренер сборной команды страны — Павел Мусин.
В декабре 2008 года она объявила о своей помолвке с Павлом Мусиным (личный тренер спортсменки).
В июне 2015 года Алис написала на своей официальной странице Фейсбук о предстоящей (16 сентября) свадьбе с Павлом Мусиным.

## Спортивная карьера

### Дзюдо. Сборная Израиля
Апрель 2004 — чемпионка Израиля по дзюдо в весе до 57 кг.
В июле 2004 года Алис Шлезингер стала чемпионкой Европы среди кадетов (European Cadet Championships U17 Rotterdam).
Октябрь 2004 — бронзовая медаль Чемпионата мира среди юниоров (World Junior Championships U20 Budapest).
Весной 2005 г. — чемпионка Израиля по дзюдо.
В возрасте 17 лет Алис завоёвывает золотую медаль Маккабиады, одержав победу над чемпионкой мира 2003 года Даниэлой Кроковер (бывшей израильской спортсменкой, представляющей Аргентину).
Чемпионат Европы (European U20 Championships Zagreb) в октябре 2005 года — бронзовая медаль.
Осень 2006 года — серебро Чемпионата Европы U20 в Таллинне.
Декабрь 2006 года — чемпионка Израиля по дзюдо.
В октябре 2007 г. она становится чемпионкой Европы вреди спортсменов в возрасте до 20 лет.(European U20 Championships Prague).
Декабрь 2007 года — чемпионка Израиля по дзюдо.
Алис завоевывает бронзовую медаль чемпионата Европы (European Championships Lisbon, 2008, Portugal).
В возрасте 20 лет Шлезингер представляла Израиль на Олимпийских играх (Пекин 2008).
Она проиграла первый бой француженке Люси Декосс, завоевавшей серебро этой Олимпиады и золото следующей. Проиграла утешительный бой и выбыла из соревнований.
В 2009 году она стала бронзовым призёром Чемпионата Европы в Тбилиси (European Championships Tbilisi, 2009).
Летом 2009 Шлезингер завоёвывает бронзовую медаль Чемпионата мира в Роттердаме (World Championships Rotterdam).. В этом же году она стала чемпионкой Европы среди спортсменов до 23 лет (European Championships U23 Antalya, 2009).
В декабре 2009 года Алис Шлезингер стала чемпионкой Израиля по дзюдо в пятый раз.
По решению Олимпийского комитета Израиля, Алис Шлезингер и гимнаст Алекс Шатилов признаны лучшими спортсменами 2009 года.
Июнь 2010 г. — золотая медаль Кубка мира (World Cup Tallinn, 2010).
Октябрь 2010 — золотая медаль кубка мира в Баку (World Cup Baku, 2010).
Февраль 2011 — серебряная медаль Гран-при в Дюссельдорфе (Германия).
Май 2011 — золотая медаль Гран-при (IJF Grand Prix Baku, 2011).
Июнь 2011 — золото Кубка мира (World Cup Lisbon, 2011, Portugal).
Летом 2011 года Алис Шлезингер занимает 6 позицию в мировом рейтинге (IJF World Ranking List) своей весовой категории.
Сентябрь 2011 — золотая медаль Кубка мира (IJF World Cup Tashkent, 2011, Uzbekistan).
В феврале 2012 г. — бронзовая медаль Большого Шлема (Париж).
Апрель — бронзовая медаль Чемпионата Европы по дзюдо (European Championships Chelyabinsk, 2012). Россия.
Май 2012 — золотая медаль Турнира Большой Шлем (IJF Grand Slam Moscow, 2012). Россия.
Алис Шлезингер — участница Олимпийских игр в Лондоне (7 место). Она победила в первом бою, вышла в четвертьфинал, но проиграла дзюдоистке из Словении Уршке Жолнир, завоевавшей впоследствии золото в этой весовой категории.
Март 2013 — бронзовая медаль Гран-при IJF Grand Prix Samsun, 2013 в Турции.

### Самбо, борьба на поясах, кураш (2013, 2014). Сборная Израиля
«Дзюдоистка, находящаяся в конфликте с федерацией дзюдо, нашла для себя новую область. В то время, когда профессиональное будущее в дзюдо неясно — Алис Шлезингер продолжает развивать успех в соревнованиях Универсиады, проходящей в Казани (Россия). После завоевания золотой медали в борьбе на поясах, сегодня израильтянка завоёвывает золотую медаль в самбо». אתר ערוץ הספורט . Спортивный канал (ивр.)
XXVII Всемирная Летняя Универсиада 2013 (Казань), Алис Шлезингер завоевала золотые медали в двух видах спорта: борьбе на поясах и самбо.

«Из-за определённых проблем в сборной по дзюдо в нашей стране я решила переключиться на выступление в других видах. Вместе с моим личным тренером мы решили, что самбо — именно тот спорт, в котором я могу добиться успеха. Так оно в итоге и вышло. Но поединки были действительно тяжелые, а соперники разные и очень интересные. 

Я так счастлива, что завоевала две золотые медали для Израиля, для моей семьи, для моего тренера Павла Мусина, для моего клуба Samurai-do, для моих друзей и для себя самой».(ивр.)

Всемирные Игры боевых искусств 2013 (World Combat Games) — бронзовая медаль по самбо.
На Чемпионате мира, проходившем в Санкт-Петербурге в ноябре 2013, Алис Шлезингер стала чемпионкой мира по самбо, одержав победу над Ольгой Медведевой из России.
В декабре 2013 года выступает на Чемпионате мира по борьбе кураш (The World Kurash Senior Championships 2013) в Турции. Она побеждает во всех 4 боях и становится чемпионкой мира.
Март 2014 года — золотая медаль этапа Кубка мира «Мемориал А.Харлампиева» по самбо, проходящего в Москве.
Чемпионат Европы по самбо (Румыния). 17 мая 2014 года Шлезингер завоевала титул чемпионки Европы по самбо, в финальном поединке одержав победу над чемпионкой мира по самбо 2012 года (Ваня Иванова, Болгария).
Помимо золотой медали, Алис Шлезингер была награждена призом За лучшую технику.
Чемпионат мира по самбо, Нарита (Япония) 23 ноября 2014 года.
Алис Шлезингер завоевала золотую медаль, во второй раз став чемпионкой мира по самбо. В финальном поединке она снова (как в 2013 году) встретилась с Ольгой Медведевой из России и одержала победу.
15 декабря 2014 года Алис завоевала титул спортсменки года Израиля в категории «Неолимпийские виды спорта».

### Конфликт с Федерацией дзюдо Израиля
В период подготовки к Олимпийским играм (Рио-2016) дзюдоистке предложили сменить личного тренера — на тренера сборной Израиля, который параллельно является личным тренером её многолетней спортивной соперницы той же весовой категории. Ей предложили набирать вес — для перехода в другую весовую категорию. Она отказалась.
Шлезингер сообщила о подаче официальной просьбы в Федерацию дзюдо Израиля исключить её имя из списка спортсменов-дзюдоистов., написала обращение Министру культуры и спорта.
Из интервью на радио Галей Цахаль:

«В течение полутора лет я боролась за то, чтобы остаться в стране, чтобы представлять Израиль в дзюдо. Когда попытки не увенчались успехом, я поняла, что если я хочу продолжать заниматься спортом — то только в другой стране. Я даже не в стадии переговоров с кем бы то ни было. Я не могу вести переговоры до тех пор, пока мне не дадут письмо об освобождении, чтобы я могла обратиться к другим странам. Я не могу тренироваться у тренера моей спортивной соперницы, который растит её с 6-летнего возраста. Он не может быть незаинтересованным, он не может желать победы нас обеих в равной степени». 
Спортсменке объявили о запрете представлять иные страны в соревнованиях по дзюдо, переведя в состояние «охлаждения» длиной в три года, упоминая пункт Олимпийской Хартии, в котором нет однозначного требования периода в три года:

«Спортсмен, который уже представлял одну страну на Олимпийских, континентальных или региональных играх или на чемпионатах мира или региона, признанных соответствующей МФ, и который сменил своё гражданство или получил новое гражданство, может представлять на Олимпийских играх свою новую страну только после истечения периода в три года после его последнего выступления за свою предыдущую страну.

Этот период может быть сокращен или даже отменен Испокомом МОК с согласия соответствующих НОК и МФ; Исполком МОК учитывает обстоятельства каждого конкретного случая». МОК. Олимпийская Хартия. п.41
С момента окончания Олимпиады в Лондоне, в течение 16 месяцев — дзюдоистка Алис Шлезингер приняла участие в 1 соревновании по дзюдо.
17 декабря 2013 года состоялась пресс-конференция, на которой Алис Шлезингер описала события полутора лет и сделала заявление:

«Из разговора с Понти (*глава Федерации дзюдо Израиля) я поняла, что всё, чего он хочет — это чтобы меня не было в дзюдо. Неважно — что я сделаю в спортивном плане, даже если буду первой в рейтинге — меня не будет на Олимпиаде. В ту же минуту я поняла, что он пытается уничтожить мою карьеру и у него есть шанс у этом преуспеть. Поступило новое предложение, не преджложение — указание, что я должна перейти тренироваться к Шани Гершко, тренеру моей соперницы. Павел (*личный тренер Павел Мусин, муж Алис) заявил, что готов отойти в сторону — если будет привлечён другой тренер, способный вести меня вверх. Павел сообщил, что он готов отказаться от своей зарплаты. Понти не согласился и он знал заранее, что я не соглашусь никогда тренироваться у Гершко. Понти пытался изобразить меня алчным человеком, заботящемся лишь о своём муже. Понти победил, я никогда больше не буду представлять Израиль в дзюдо. Он сделал всё, чтобы я ушла из спорта, но здесь я не намерена ему уступать. Сегодня я подала исковое заявление в суд — с тем, чтобы обязать Понти отпустить меня и дать мне осуществить свою мечту. Я боролась за то, чтобы представлять Израиль, это самое важное для меня. Я хотела остаться здесь, и бороться за своё место, за свой флаг и свой гимн. Но мне важно заниматься дзюдо. И когда я поняла, что здесь этого не случится — поняла, что я должна продолжать свою жизнь».

"Мне очень трудно. Моя семья — семья патриотов, но даже мои родители сказали мне: «Либо ты будешь соревноваться в дзюдо в другой стране, либо не будешь соревноваться вовсе».

На вопрос журналистов о том, готова ли она к тому, что никто не обратится к ней — Алис Шлезингер ответила, что на данный момент 15 стран хотели бы, чтобы она их представляла.
Адвокат Алис Шлезингер (Амир Розенберг) сделал заявление о том, что более половины членов Федерации дзюдо — люди, зависимые от Понти, которые не станут голосовать против его решений. На экране пресс-конференции была представлена схема.
Руководитель Федерации дзюдо Моше Понти отрицал единоличное назначение кандидата на Олимпиаду.
В интервью радио 102FM сказал, что он ничего не устанавливает («לא, אני לא קובע»).
В интервью спортивному телеканалу ערוץ הספורט Понти заявил, что увеличение веса спорстменки было не требованием, а предложением в её интересах. О перспективах её освобождения он сказал:

«Если бы Алис Шлезингер хотела соревноваться и побеждать, она бы не стала заниматься такими делами. Если не получилось на двух Олимпиадах, шанс, что получится на третьей — слабый. Я сделаю всё, чтобы она осталась. Алис должна остаться в стране. От меня зависит: отпустить её или нет. Если поступит обращение от другой страны, мы взвесим: отпускать её или нет. Я думаю, что её используют. Если бы у неё был тренер, который не является её супругом — она бы его сменила. Дай мне хотя бы одну причину, чтобы я захотел дать ей уйти.»
Павел Мусин (личный тренер и муж спортсменки): на личной странице Фейсбук, в интервью 9 каналу, на пресс-конференции:

«После того, как в течение 6 месяцев он (*Понти) не ответил ни на одно из обращений Алис — он хочет убедить общественность в своих действиях во благо и ради её успеха.
Федерация дзюдо вводит всех в заблуждение. Я с первого же дня, с первой встречи с Председателем Федерации Понти сказал, что я готов (если я — это проблема продвижения спортсменки) подвинуться в сторону. На первом же заседании Федерации дзюдо я заявил, что я готов отказаться и от зарплаты, если проблема — в деньгах.

Наша главная цель — получение освобождения. К нам обратились около 15 стран разных континентов: они шокированы и предлагают как свои услуги, так и то, чтобы Алис принимала участие в соревнованиях от их имени. Алес потеряли, это понятно. Так дайте ей уйти».
18 декабря, в эфире программы 10 канала «Орли и Гай» — Шлезингер сказала о том, что слова председателя Федерации дзюдо расходятся с делом: он многократно говорил о том, что не верит в неё и её способность завоевать олимпийские медали — и в то же время отказывается отпустить и держит как заложницу.
Алис Шлезингер — в эфире программы радио 103.fm:

«Я не намерена представлять Федерацию дзюдо. Надеюсь, что смогу представлять Израиль в самбо — и сделаю максимум для поднятия флага Израиля и звучания гимна. Не в дзюдо, в других видах спорта. Если бы у меня было малейшее сомнение в том, что я могу завоевать олимпийские медали — я бы не делала того, что делаю. Если представлять другую страну — что делать, это шанс. Полтора года ожидания и неудачного опыта. У меня нет времени ждать: подсчёт баллов для Олимпиады начинается за два года до её проведения. У меня нет времени сидеть и ждать, что произойдёт чудо».
Комментарий The Jerusalem Post:

«Лучший способ попытаться прояснить ситуацию, сложившуюся между Алис Шлезингер и Федерацией дзюдо Израиля — начать с неоспоримых фактов.
Шлезингер по праву заслужила репутацию одного из лучших спортсменов-олимпийцев Израиля в последние годы, завоевав медали чемпионатов мира и Европы, представляя страну в двух олимпийских играх. Однако, со времён Олимпиады в Лондоне в 2012, с которой прошло 16 месяцев — Шлезингер приняла участие лишь в 1 соревновании. „Понти сделал всё возможное, чтобы я ушла, но я не сдамся, — сказала она срывающимся голосом“. Allon Sinai
Комментарий Ynet (Едиот Ахронот):

„Преподнесла пример сотням спортсменов — таким же как она, только менее известным и успешным, заранее отказывающимся даже от мысли борьбы с системой, ежедневно застревающим в бюрократических колёсах. Она сделала это, не зная — куда пойдёт, окружённая тоннами манипуляций и грязи“. 'שרון דוידוביץ
Чемпион Израиля в беге с препятствиями на 3000 м. Ноам Нееман (Noam Neeman) написал на своей странице, его слова были процитированы сайтом в поддержку Алис Шлезингер:

„Дзюдо является примером для всех видов спорта. Как спортсмены, мы должны если не сказать о своей позиции — то, по крайней мере — выразить шок. В частных беседах с друзьями из различных сборных, люди возмущены и недовольны случившимся с Алис — но, что более важно — они идентифицируют себя с ситуацией и смертельно боятся открыть рот в адрес своих федераций — чтобы у них не забрали то немногое, что дают в данный момент“.
Представитель министерства культуры и спорта Израиля в начале февраля 2014 года направил письмо главе Федерации дзюдо Израиля с просьбой предоставить освобождение Алис Шлезингер.
Председатель Олимпийского комитета Израиля высказался за предоставление освобождения Алис Шлезингер.
20 февраля 2014 года состоялось предварительное судебное слушание по поводу ходатайства Алис Шлезингер о предоставлении ей письма об освобождении. Представитель Федерации дзюдо заявил, что министр спорта, поддержавшая освобождение Алис Шлезингер, является политиком, на неё надавили. Суд не получил чёткого ответа на вопрос: почему Федерация дзюдо не предоставляет освобождения спортсменке. Поддержать Алис Шлезингер пришли многие, часть пришедших осталась в коридоре, так как им не хватило места в зале судебных заседаний.
10 апреля появилось сообщение о попытке провести психиатрическую проверку Алис Шлезингер.
28 апреля 2014 года, после более чем 1 года отсутствия спортсменки в соревнованиях дзюдо — опубликовано решение арбитра о том, что Федерация дзюдо Израиля должна предоставить Алис Шлезингер освобождение, чтобы она получила возможность представлять в дзюдо другую страну.
После того как спортсменка получила освобождение, пройдя через суд и согласно решению арбитра спортивных ассоциаций — все предыдущие приглашения сборных команд были отозваны. Высказываются различные версии произошедшего. По состоянию на декабрь 2014 года — Алис Шлезингер не является членом какой-либо сборной команды дзюдо.

"Присоединение Шлезингер к самбо было вынужденным.
Длительный — и получивший широкую огласку конфликт с федерацией дзюдо Израиля, начавшийся после её возвращения с лондонской Олимпиады — оставил Шлезингер вне вида спорта, в котором она выросла.
«Решение Павла идти в самбо является гениальным. Без самбо я была бы вынуждена в течение двух лет нейтрально тренироваться — и это почти невозможно. Сегодня, когда у меня есть такие задачи как чемпионат мира или чемпионат Европы — я получаю заряд энергии, и это меня поддерживает».
Она не следит за происходящим в дзюдо («Я не могу смотреть соревнования, щемит сердце»).
Когда и если ты вернёшься — ты будешь лучшей дзюдоисткой, чем в прошлом?
«Я буду лучшим человеком, чем в прошлом. Это точно. И я хочу верить, что и лучшей дзюдоисткой. Эта глава моей жизни ещё не окончена.»

### Дзюдо. Сборная Великобритании
14 декабря 2014 года, после 20 месяцев вне дзюдо — участие в Чемпионате Британии Senior British Judo Championships. Алис Шлезингер завоевала золотую медаль.
24 декабря 2014 года — получение официального разрешения Международной федерации представлять Великобританию в дзюдо.
7 февраля 2015 года — первое международное соревнование после почти двухгодичного перерыва.
Открытый турнир Европы, Болгария. Серебряную медаль.
21 февраля 2015 г. — Гран-При Дюссельдорф. Алис победила в 5 боях и стала победителем соревнования в категории 63 кг.
Золотая медаль Гран При Дюссельдорф.
28 февраля 2015 — Открытый турнир European Open, Prague 2015. Серебряная медаль.

«Я не чувствую себя на пике — так как эти два года ударили по мне. Сегодня это не просто вернуться к соревнованиям физически — это сложно психологически. В соревнованиях я одержала победу над спортсменками, в том числе находящимися на вершине мирового рейтинга. У меня есть всё, что необходимо — но много сложной работы впереди. Мне удалось вернуться, это победа вопреки всему. Три медали. Я думала, что у меня займёт больше времени. Всё, кто сегодня видит меня на татами — говорит, что я выгляжу иначе. Я не чувствую себя иначе».

28 марта 2015 — Гран-При Самсун. Бронзовая медаль.
9 мая 2015 — Бронзовая медаль Большого Шлема в Баку (Grand Slam Baku).
18 июля 2015 года Алис Шлезингер приняла участие в Турнире Большой Шлем Judo Grand Slam Tyumen 2015. В четвертьфинале она встретилась с чемпионкой мира 2013 года и серебряным призёром Чемпионата мира 2014 года Ярден Джерби — и одержала победу. В полуфинале Алис получила травму ноги, но продолжила соревнование. В результате она завоевала бронзовую медаль.
27 августа 2015 года — Чемпионат мира World Judo Championships Astana 2015. Алис проиграла в первом поединке, уступив Франссен (Juul Franssen).
В ноябре — бронзовая медаль Grand-Prix Jeju 2015..
20 февраля 2016 года Алис завоевала серебряную медаль Гран-При Дюссельдорф. В полуфинале она одержала победу над Ярден Джерби, во второй раз после своего возвращения в дзюдо.
7 мая 2016 Алис Шлезингер стала победителем Большого Шлема в Баку. В полуфинале она (в третий раз подряд) победила Ярден Джерби.
9 августа 2016 Алис приняла участие в третьей в своей жизни Олимпиаде — Рио 2016. Она победила в первом поединке дзюдоистку из Южной Кореи Bak Jiyun. Потом встретилась с представительницей Нидерландов (Anicka van Emden) — и проиграла, заработав шидо (shido defeat).
Сразу после выбывания из олимпийских соревнований, Алис Шлезингер сказала в интервью израильскому каналу Аруц а-Спорт5:

«Я смотрю вперёд. Не сожалею ни о чём, что сделала. Я очень счастлива, что мне удалось попасть сюда и достичь олимпийского критерия отбора. Если бы два года назад спросили меня: смогу ли я дойти до Олимпиады, когда все остальные были уже на середине набора очков — я бы ответила, что шанса нет. Но мне удалось за чуть более чем 1 год попасть на Олимпиаду. Это был сумасшедший путь».

11 марта 2017 года, пропустив 2 соревнования из-за травмы, Алис Шлезингер приняла участие в Большом Шлеме Баку и завоевала золотую медаль Judo Grand Slam Baku 2017.
21 апреля 2017 года — Чемпионат Европы по дзюдо 2017. Алис стала бронзовым призёром Чемпионата Европы.
|  |  |  |  |

### Официальные страницы
- Алис Шлезингер. Официальная страница facebook. עמוד הפייסבוק הרישמי של הג'ודאית אליס שלזינגר (ивр.).
- Алис Шлезингер. Страница twitter.

- Группа поддержки Алис Шлезингер. Фейсбук. We support Alice Schlesinger
- Группа поддержки Алис Шлезингер. В контакте.
- Группа поддержки Алис Шлезингер. Твиттер.
- Сайт в поддержку Алис Шлезингер. For Alice Schlesinger.
- Клуб Samurai-do (главный тренер и директор — Павел Мусин). Samurai do — רשת בתי ספר לג'ודו (ивр.)